# Slaget ved Solferino
Slaget ved Solferino fandt sted den 24. juni 1859 og førte til sejr for de allierede franske hære under Napoleon 3. af Frankrig og Kongeriget Sardiniens hær under Victor Emanuel 2. af Italien (også kaldet den fransk-sardiske alliance) mod den østrigske hær under kejser Franz Joseph I.. Over 200.000 soldater tog del i slaget, det største siden Slaget ved Leipzig i 1813. Der deltog over 100.000 østrigske tropper og en samlet styrke på 118.600 franske og sardiske soldater. Efter slaget trak den østrigske kejser sig fra at lede styrkerne direkte.
Slaget ved Solferino var en vigtig del af den Anden Italienske Uafhængighedskrig, som var en afgørende faktor i den italienske Il Risorgimento (Genrejsningen). Målet med krigen, både geografisk og politisk, var at genforene Italien, efter at det længe havde været delt mellem Frankrig, Kejserriget Østrig, Spanien og Kirkestaten. Slaget fandt sted nær den italienske landsby Solferino mellem byerne Milano og Verona syd for Gardasøen.
Konfrontationen fandt sted mellem østrigerne, der var på fremmarch gennem Norditalien, og de franske og sardiske styrker, som ønskede at stoppe østrigerne. Slaget blev et langvarigt og hårdt slag. Det varede i 9 timer og førte til, at over 3.000 østrigske soldater blev dræbt, 10.807 sårede og 8.638 savnedes eller blev taget til fange. De allieredes tab var 2.492 dræbte, 12.512 sårede og 2.922 savnede eller tilfangetagne. Tilbagemeldingerne fra begge parter om sårede og døende soldater, som blev skudt eller stukket ned med bajonetter, vidnede om et grusomt slag. Til sidst blev de østrigske styrker nødt til at trække sig tilbage, og de allierede styrker vandt en taktisk, men kostbar sejr.
Slaget fik eftervirkninger for fremtidig militær opførsel. Forretningsmanden Jean Henri Dunant, som selv oplevede slaget, blev inspireret af de grusomme lidelser, som de sårede soldater kom ud for. Dette gav anledning til oprettelsen af Røde Kors samt international vedtagelse af Genève-konventionen.
45°22′02″N 10°33′59″Ø / 45.367222222222°N 10.566388888889°Ø